# Niergnies
 Niergnies  là một xã ở trong tỉnh Nord ở miền bắc nước Pháp. Xã này có diện tích 4,37 kilômét vuông, dân số năm 1999 là 500 người. Xã nằm ở khu vực có độ cao trung bình 92 mét trên mực nước biển.